# Carlos Caszely
Artikeln följer den spanska namnseden; faderns efternamn är Caszely och moderns efternamn Garrido.
Carlos Humberto Caszely Garrido, född 5 juli 1950 i Santiago de Chile, är en före detta chilensk fotbollsspelare. Under sin professionella karriär kallades han El Chino (kinesen) och/eller El Rey del Metro Cuadrado (kvadratmeterns kung). Caszely anses vara Colo-Colos största fotbollsikon genom historien. Sedan december 2008 jobbar han som expertkommentator för Canal 13, en chilensk tv-kanal.

## Karriär
Carlos Caszely började sin fotbollskarriär som 17-åring i Colo-Colo, en klubb som han stannade i mellan 1967 och 1974 och också spelade för 1978–1985. I mellanåren spelade han för Levante och Espanyol.

## Politik
Caszely var en av de få kända chilenska fotbollsspelarna som öppet vågade kritiserade Pinochets diktatur. I 1988 års TV-valkampanjen mot Pinochet, sade han att detta är landet vars agenter som tillhörde diktaturen förde bort hans mor och torterade henne.

## Landslaget
Caszely blev uttagen till landslaget år 1969 för första gången och fram till 1985 gjorde han totalt 29 mål på 49 matcher. Han blev den första spelaren någonsin att utvisas (VM 1974) genom ett Rött kort (som inte fanns tidigare inom fotbollen) vilket hände den 14 juni i matchen Västtyskland-Chile. Carlos "lyckades" också med den trista bedriften att missa en straff under Spanien-VM 1982. Trots detta räknas han till en av Chiles tre bästa fotbollsspelare genom tiderna.